# سر بریدن هولوفرنس توسط جودیت

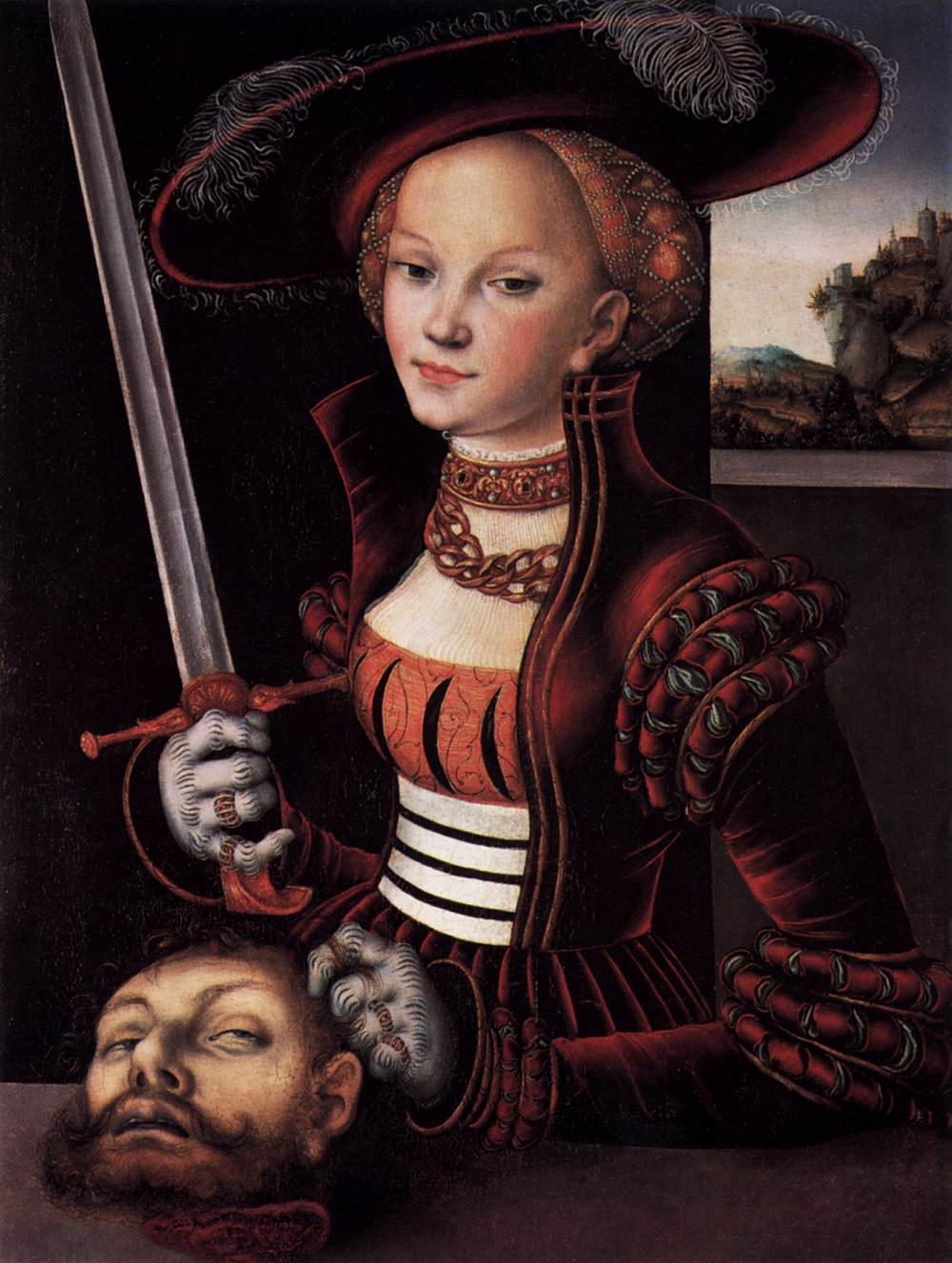
جودیت با سر هولوفرنس توسط لوکاس کراناخ پدر، ۱۵۳۰

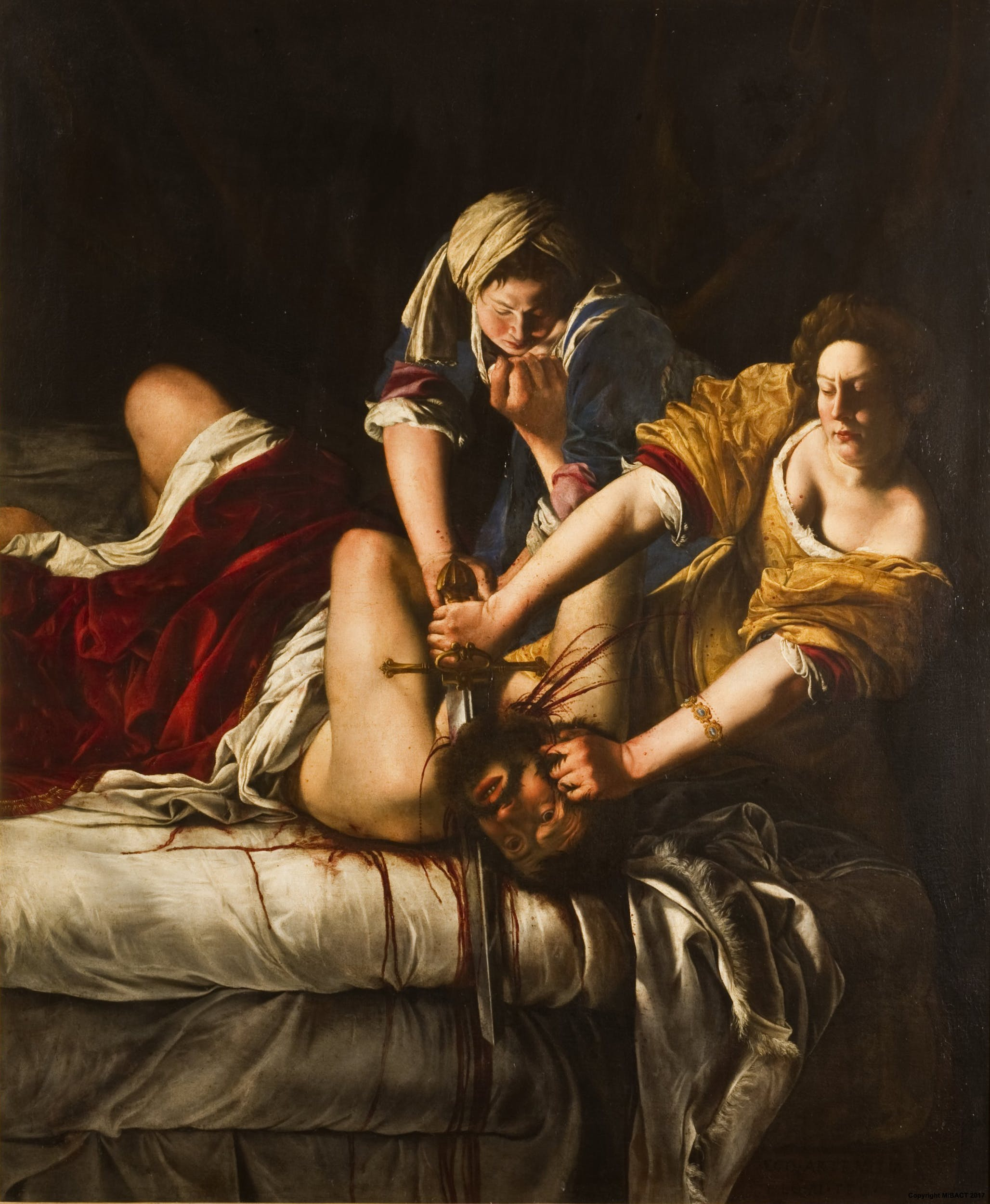
جودیت با سر هولوفرنس توسط آرتمیسیا جنتیلسکی، ۱۶۱۴–۱۸

داستان سر بریدن هولوفرنس توسط جودیت در کتاب‌های قانونی ثانی جودیت آمده‌است و موضوع نقاشی‌ها و مجسمه‌های بسیاری از دوره‌های رنسانس و باروک است. در داستان، جودیت، یک بیوه زیبا، به دلیل تمایلی که به او دارد، می‌تواند وارد چادر هولوفرنس شود. هولوفرنس یک ژنرال آشوری بود که قصد داشت خانه جودیت، شهر بیتولیا را ویران کند. او با مشروب مغلوب می‌شود، از حال می‌رود و توسط جودیت سر بریده می‌شود. سر او در یک سبدی که اغلب توسط یک خدمتکار زن مسن حمل می‌شود، قرار می‌گیرد.
هنرمندان عمدتاً یکی از دو صحنه ممکن (با یا بدون خدمتکار) را انتخاب کرده‌اند: سر بریدن، با هولوفرنس به پشت خوابیده روی تخت، یا قهرمانی که سر را در دست گرفته یا حمل می‌کند، اغلب توسط خدمتکارش کمک می‌کند.
در هنر اروپایی، جودیت اغلب توسط خدمتکارش بر روی شانه‌هایش همراهی می‌شود، که به تشخیص او از سالومه کمک می‌کند، او همچنین سر قربانی خود را روی یک تشت (لگن) نقره‌ای حمل می‌کند. با این حال، یک سنت شمالی معروفی ایجاد شد که به موجب آن جودیت هم خدمتکار و هم یک تشت داشت، توسط اروین پانوفسکی به عنوان نمونه ای از دانش مورد نیاز در مطالعه شمایل نگاری مورد استفاده قرار گرفت. برای بسیاری از هنرمندان و محققان، زنانگی جنسی جودیت به‌طور جالب و گاهی متناقض با پرخاشگری مردانه او ترکیب می‌شود. جودیت یکی از زنان با فضیلت بود که ون بورویک در دفاعیه منتشر شده خود (۱۶۳۹) به دلیل برتری زنان نسبت به مردان، و نمونه رایج تم شمایل نگاری قدرت زنان در رنسانس شمالی نام برد.

## پیشینه در مسیحیت اولیه
کتاب جودیت توسط جروم به عنوان متعارف و در ولگات پذیرفته شد و کلمنت روم در اواخر قرن اول به آن اشاره کرد و بنابراین تصاویر جودیت به اندازه تصاویر سایر زنان کتاب مقدس قابل قبول بود. با این حال، در مسیحیت اولیه، تصاویر جودیت به دور از خشونت یا جنسی بود: او معمولاً به عنوان "نوعی باکره نمازگزار یا کلیسا یا به عنوان شخصیتی که شیطان را زیر پا می‌گذارد و جهنم را تسخیر می‌کند" تصویر می‌شد، یعنی به گونه ای که هیچ دوگانگی جنسی خیانت نکرد: «شکل خود جودیت بی‌تحرک و غیرواقعی باقی ماند، از تصاویر واقعی جنسی جدا شد و در نتیجه محافظت شد»."

## تصویرهای رنسانس

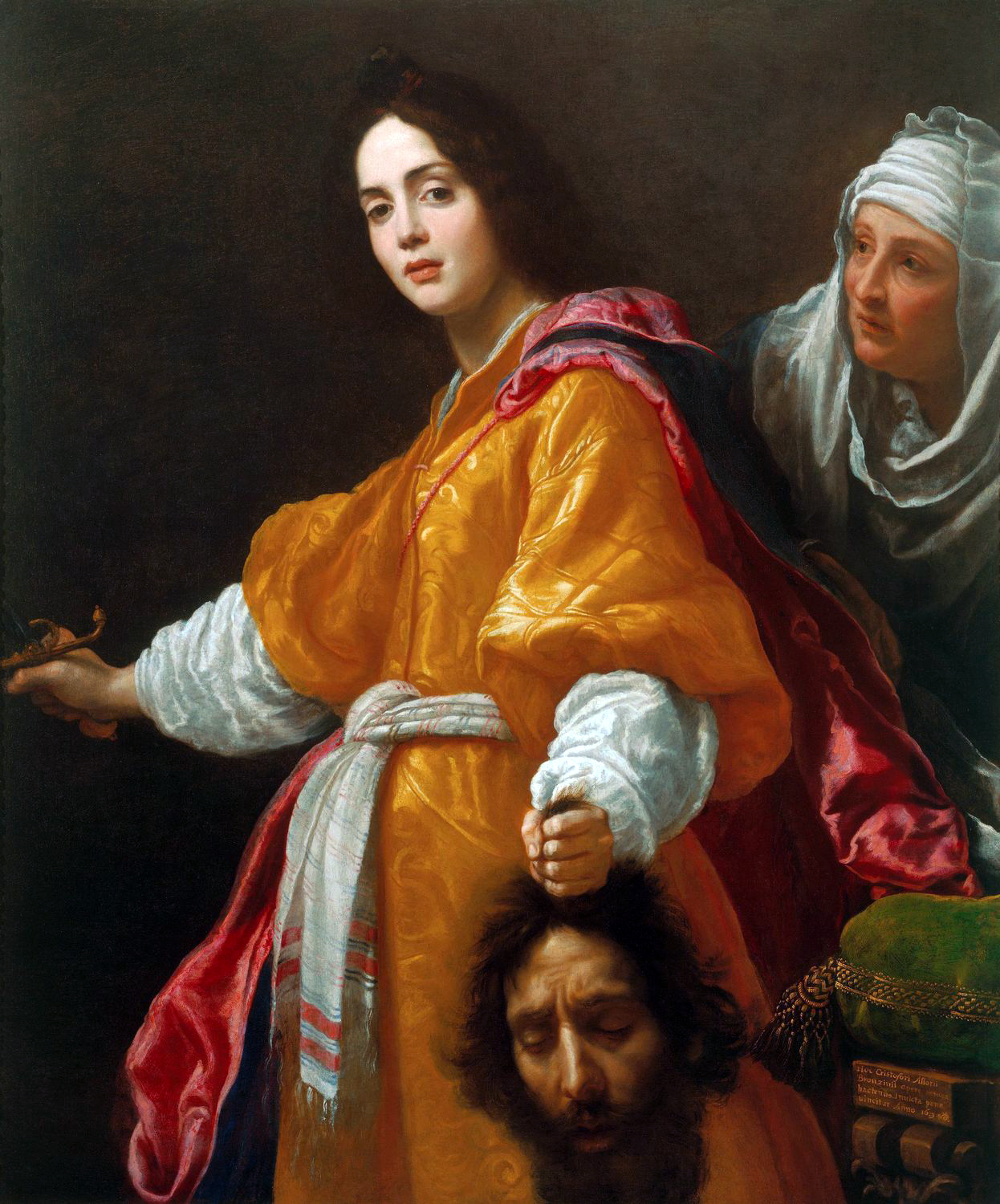
کریستوفانو آلوری، جودیت با سر هولوفرنس (۱۶۱۳)

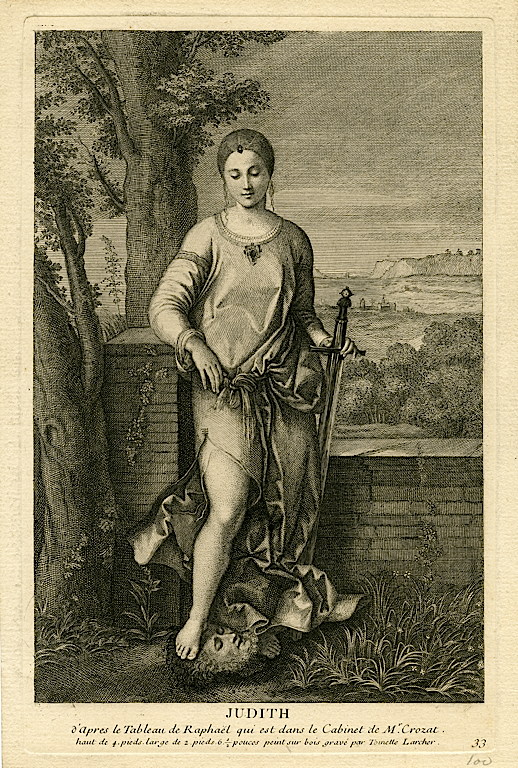
توینت لارچر بعد از جورجیونه، جودیت, قرن ۱۸, حکاکی، [https://www.nga.gov/research/library/imagecollections.html Department of Image Collections, National Gallery of Art Library, Washington, DC

جودیت و هولوفرنس، مجسمه برنزی معروف دوناتلو، حاوی زیرمتن تمثیلی ضمنی است که در فلورانس اوایل رنسانس اجتناب ناپذیر بود، یعنی شجاعت کمون‌های قرون وسطایی اروپا در برابر استبداد.
در اواخر رنسانس، جودیت به‌طور قابل توجهی تغییر کرد، تغییری که به عنوان «سقوط از فیض» توصیف می‌شود - تصویری از مریم که او به شکلی از حوا تبدیل می‌شود. تصاویر اوایل رنسانس از جودیت تمایل دارند که او را کاملاً پوشیده و غیرجنسی نشان دهند. علاوه بر مجسمه دوناتلو، این جودیت است که در «بازگشت جودیت به بیتولیا» ساندرو بوتیچلی (۱۴۷۰–۱۴۷۲)، «جودیت و هولوفرنس» اثر آندره آ مانتنیا (۱۴۹۵، با سر جدا شده) و در گوشه ای از میکل آنژ. بعدها هنرمندان رنسانس، به‌ویژه لوکاس کراناخ بزرگ، که با کارگاه خود دست‌کم هشت جودیت را نقاشی کرد، جودیت جنسی‌گرایانه‌تری را نشان داد، به قول جاناتان جونز، منتقد هنری، یک «قاتل اغواگر». این انتقال، از یک تصویر جنسی‌زدایی‌شده از فضیلت به یک زن جنسی بیشتر و پرخاشگر، در جودیت جورجونه (حدود ۱۵۰۵) نشان داده می‌شود: "جورجونه نمونه قهرمانانه را نشان می‌دهد، پیروزی توسط جودیت که بر سر بریده و پوسیده هولوفرنس پا می‌گذارد. نماد فضیلت معیوب است، زیرا یک پای برهنه که از طریق شکافی خاص در لباس ظاهر می‌شود، اروتیسم را تداعی می‌کند، نشان‌دهنده ابهام است و بنابراین اولین کنایه‌ای است از برگشت‌های آینده جودیت از مریم به حوا، از جنگجو به زن مهلک». دیگر نقاشان ایتالیایی دوره رنسانس که این موضوع را نقاشی کردند عبارتند از بوتیچلی، تیسین و پائولو ورونزه.
در آلمان، علاقه به «نه دلاور» و قهرمانان زن، برای مطابقت با مجموعه‌های سنتی مردانه ایجاد شد. سوژه‌هایی که جنسیت و خشونت را با هم ترکیب می‌کردند نیز در میان مجموعه‌داران محبوب بودند. جودیت نیز مانند لوکرتیا موضوع تعداد نامتناسبی از چاپ‌های اصلی قدیمی بود که گاهی اوقات برهنه نشان داده می‌شد. بارتل بهام سه تصنیف از این موضوع را حکاکی کرد و دیگر «استادان کوچک» چندین ترکیب دیگر را انجام دادند. .

## تصاویر باروک

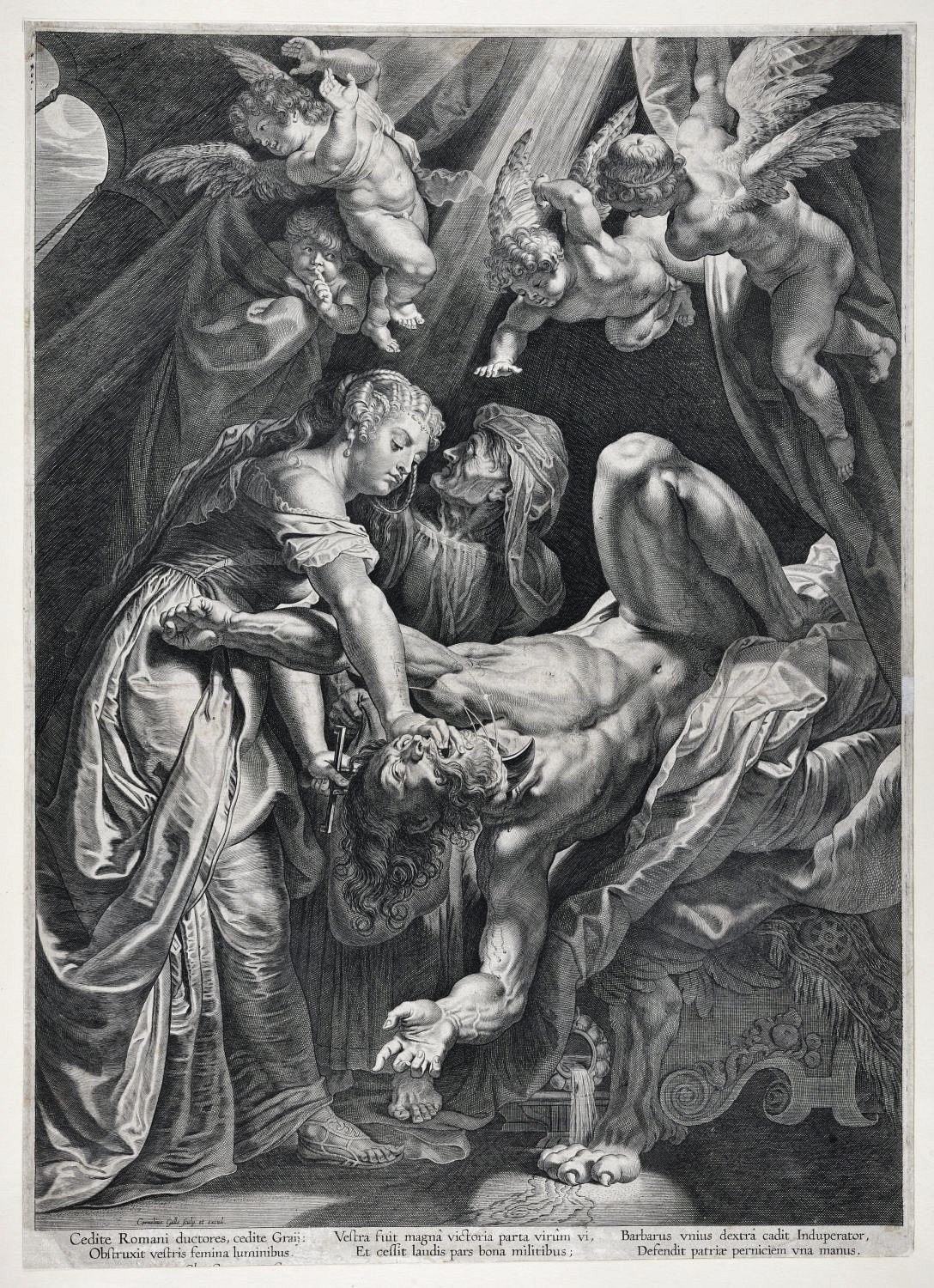
جودیت با سر بریده هولوفرنس (حدود ۱۶۱۰), توسط کورنلیس گال بزرگ (کتابخانه دانشگاه ورشو)

جودیت در دوره باروک محبوبیت خود را حفظ کرد، اما در حدود سال ۱۶۰۰، تصاویر جودیت شخصیت خشن تری به خود گرفت، «و جودیت به شخصیتی تهدیدکننده برای هنرمند و بیننده تبدیل شد.» نقاشان ایتالیایی از جمله کاراواجو، لئونلو اسپادا و بارتولومئو مانفردی، جودیت و هولوفرنس را به تصویر کشیدند. در شمال، رامبرانت، پیتر پل روبنس، و اگلون ون درنیر از داستان استفاده کردند. تصنیف تأثیرگذار کریستوفانو آلوری (حدود ۱۶۱۳)، که در چندین نسخه وجود دارد، تصوّری از نقاشی کاراواجو را با سر جالوت کپی کرده‌است: سر هولوفرنس پرتره ای از هنرمند است، جودیت معشوقه سابق او است، و کنیز مادرش. در نقاشی آرتمیزیا جنتیلسکی قتل هولوفرنس توسط جودیت (ناپل)، وی شناخت خود را از جودیت سر بریدن هولوفرنس (کاراواجو) در سال ۱۶۱۲ نشان می‌دهد. مانند کاراواجو، تصمیم می‌گیرد لحظه واقعی قتل را نشان دهد. یک ترکیب متفاوت در کاخ پیتی در فلورانس صحنه سنتی تری را با سر در یک سبد نشان می‌دهد.

## تصاویر مدرن

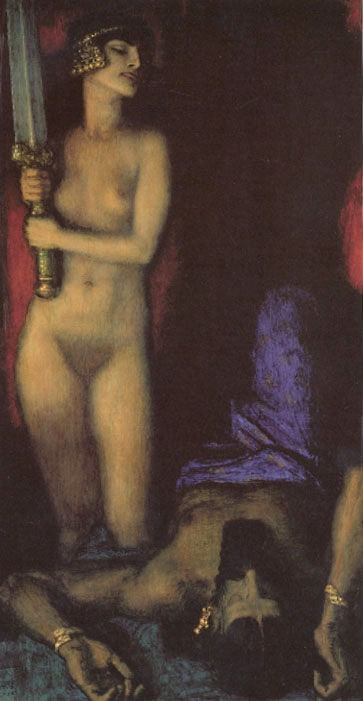
فرانتس فون اشتوک، جودیت (۱۹۲۸)

ماهیت تمثیلی و هیجان انگیز صحنه جودیت و هولوفرنس همچنان به هنرمندان الهام می‌بخشد. در اواخر قرن نوزدهم، ژان چارلز کازین مجموعه ای متشکل از پنج نقاشی ساخت که روایت را دنبال می‌کرد و به آن پایانی مرسوم، قرن نوزدهمی داد. تابلوی پایانی او را «در پیری شرافتمندانه» نشان می‌دهد و «او را می‌بینیم که در خانه‌اش می‌چرخد».
دو نقاشی برجسته از جودیت توسط گوستاو کلیمت ساخته شد. این داستان در میان کلیمت و معاصرانش بسیار محبوب بود و او جودیت اول را در سال ۱۹۰۱ به عنوان زنی رؤیایی و شهوانی با پیراهن باز نقاشی کرد. جودیت دوم (۱۹۰۹) او «کمتر اروتیک و ترسناک تر» است. این دو «بحران نفس مردانه»، ترس‌ها و خیال‌پردازی‌های خشونت‌آمیز را پیشنهاد می‌کنند که همگی با مرگی وابسته به عشق شهوانی، که زنان و تمایلات جنسی دست‌کم در برخی از مردان در اواخر قرن برانگیخته شده‌اند، نشان می‌دهند.
نقاشی‌های مدرن صحنه اغلب جودیت را برهنه می‌کنند، همان‌طور که کلیمت قبلاً نشان داده بود. جودیت ۱۹۲۸ فرانتس استاک «نجات‌دهنده قومش» را دارد که برهنه ایستاده و شمشیری را در کنار کاناپه‌ای که هولوفرنس روی آن نیم‌پوشانده با ورقه‌های آبی در دست دارد— جایی که متن او را خداترس و پاکدامن نشان می‌دهد، «فرانتس فون» جودیت استاک، با برهنگی خیره کننده، به مظهر اغوای فاسد تبدیل می‌شود.»

## نگارخانه

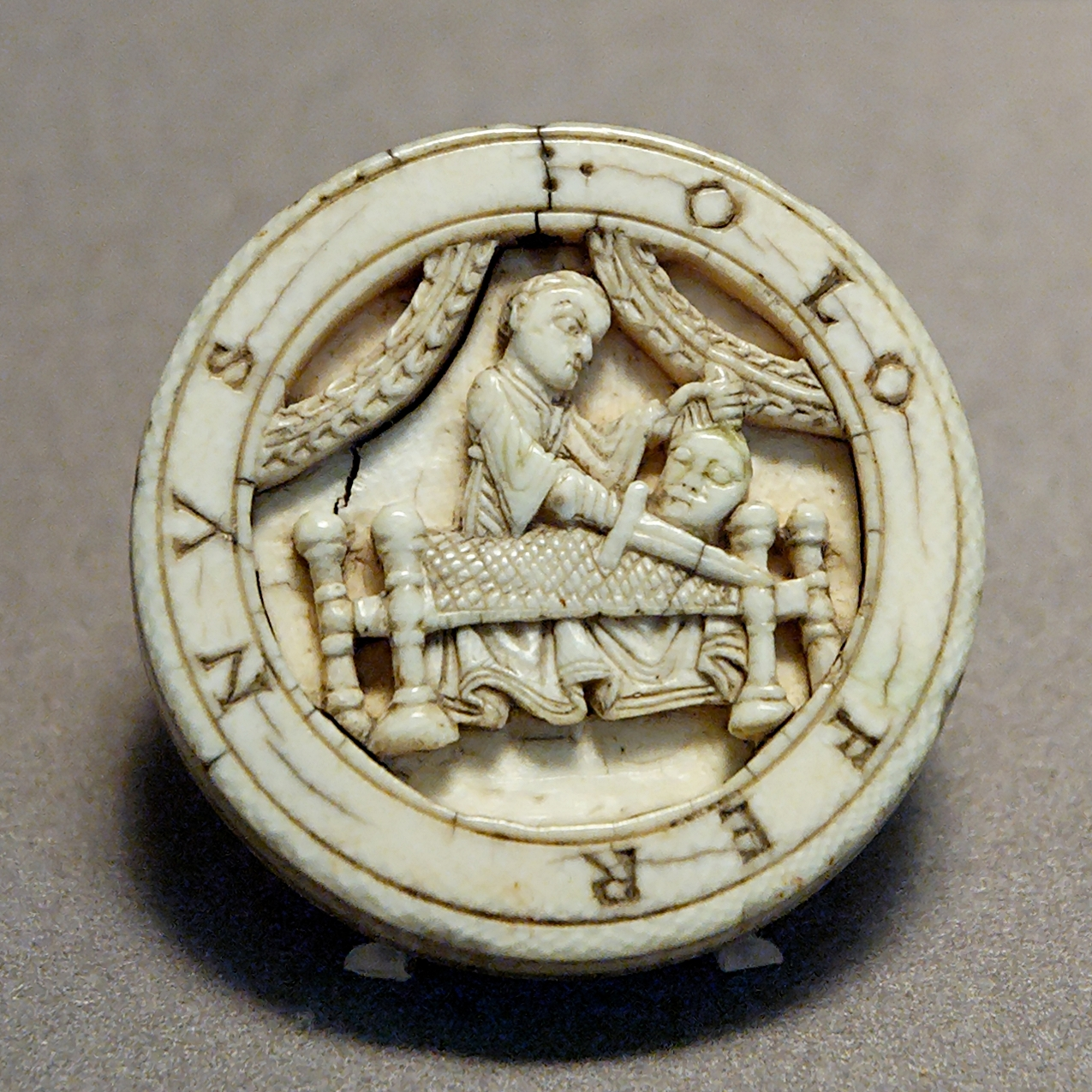
قطعه بازی عاج فرانسوی قرن دوازدهمی که در سال ۱۸۳۸ در بایو پیدا شد
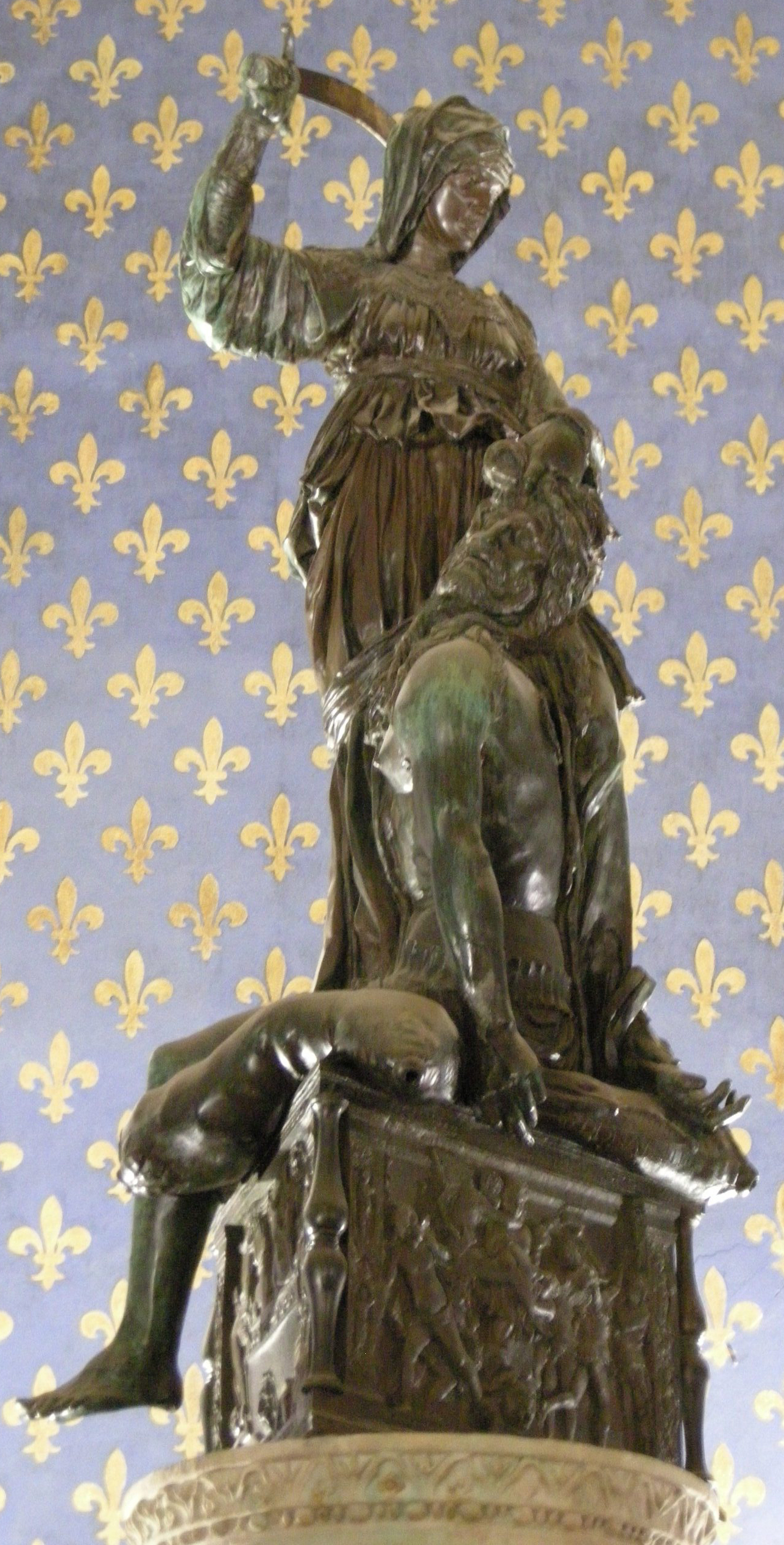
دوناتلو،   جودیت و هولوفرنس, ۱۴۵۷–۶۴
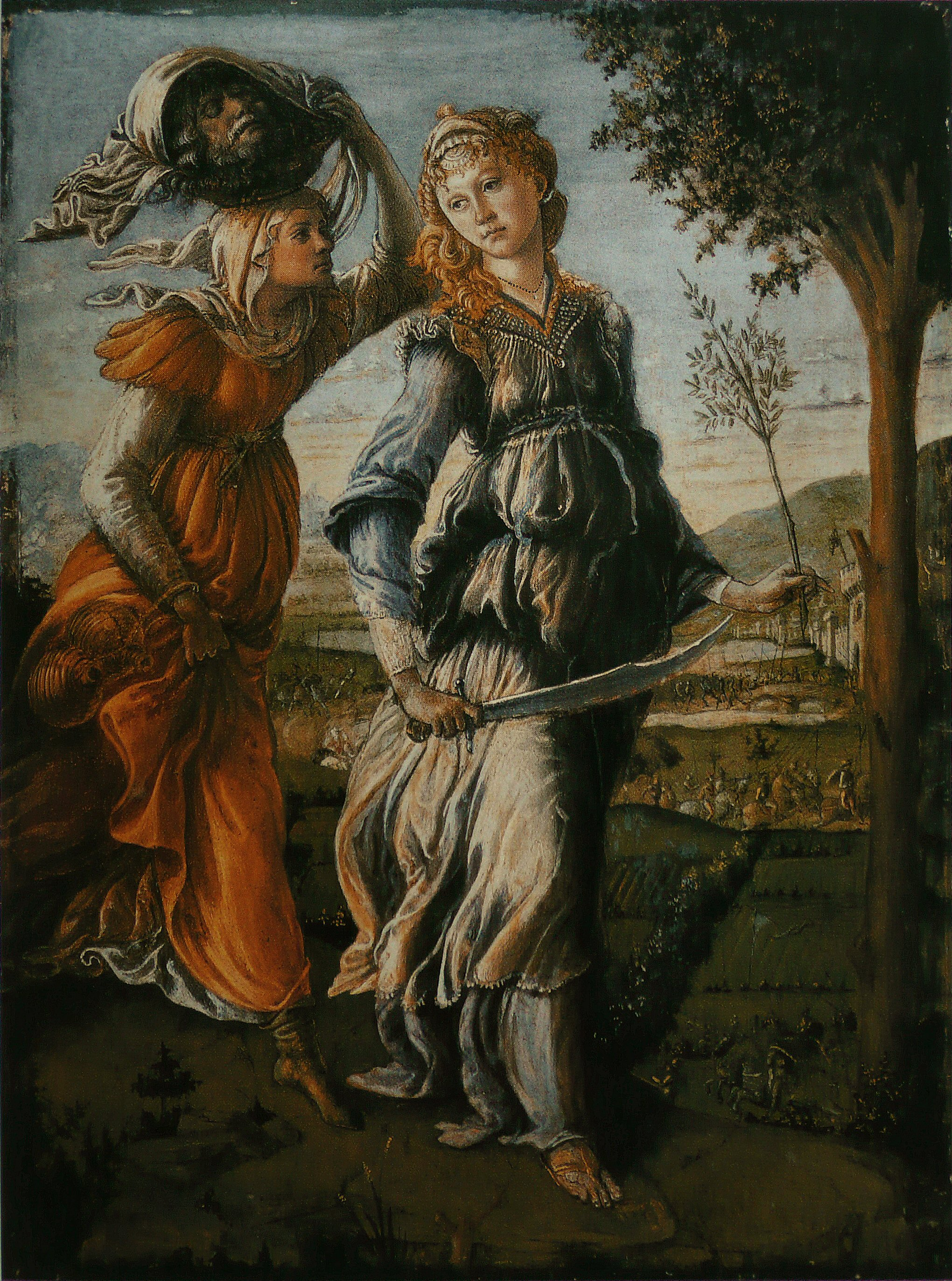
ساندرو بوتیچلی، بازگشت جودیت به بیتولیا، ۱۴۷۰
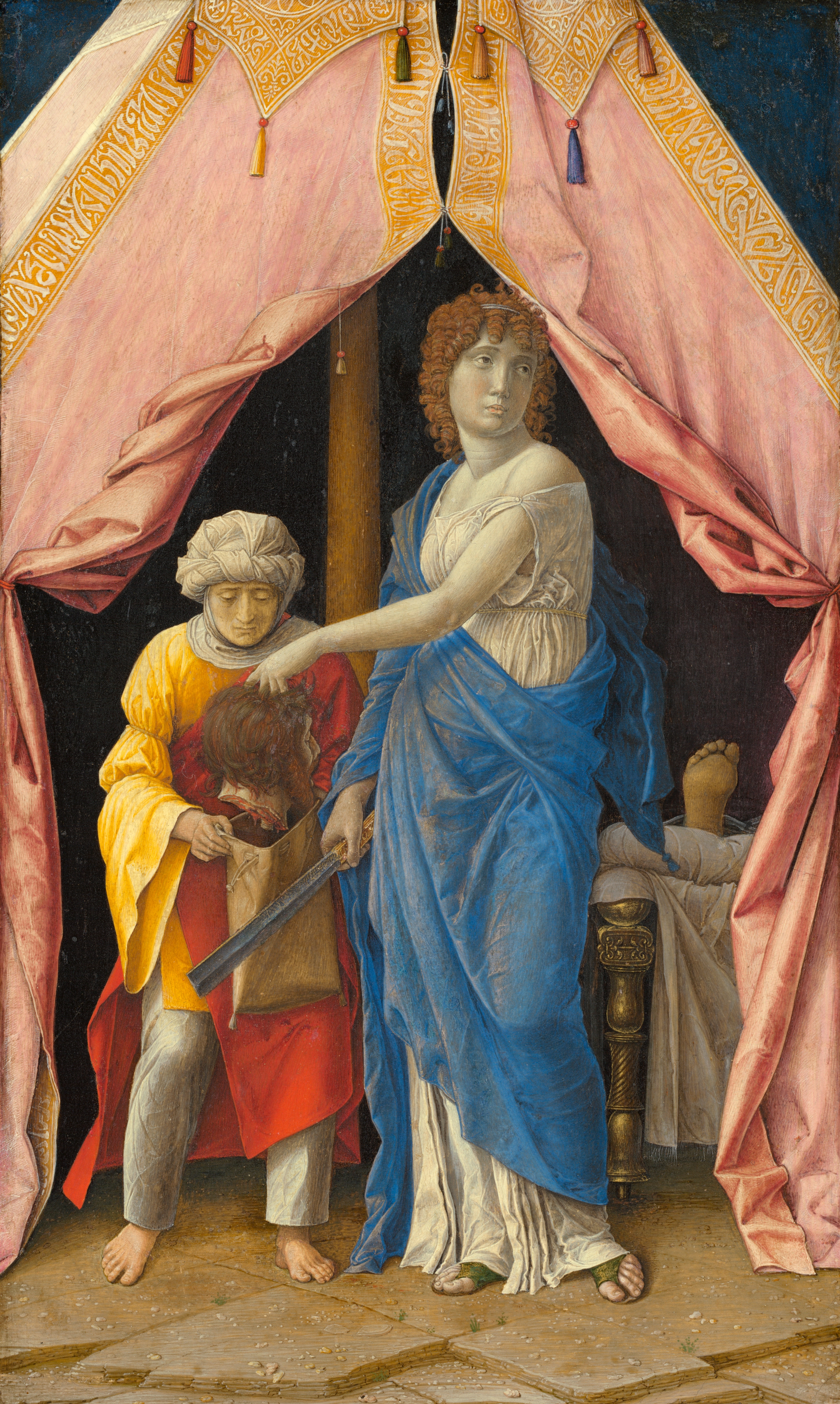
آندرئا مانتنیا،  جودیت و هولوفرنس, ۱۴۹۰
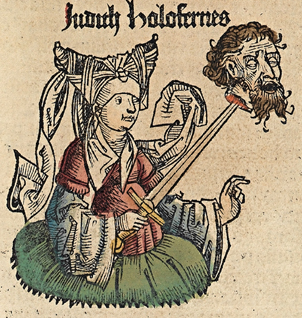
چاپ چوبی تصویر حکاکی روی چوب برای تواریخ نورنبرگ، ۱۴۹۳
رخام گچی  اثر کنراد میت،  حدود ۱۵۲۵
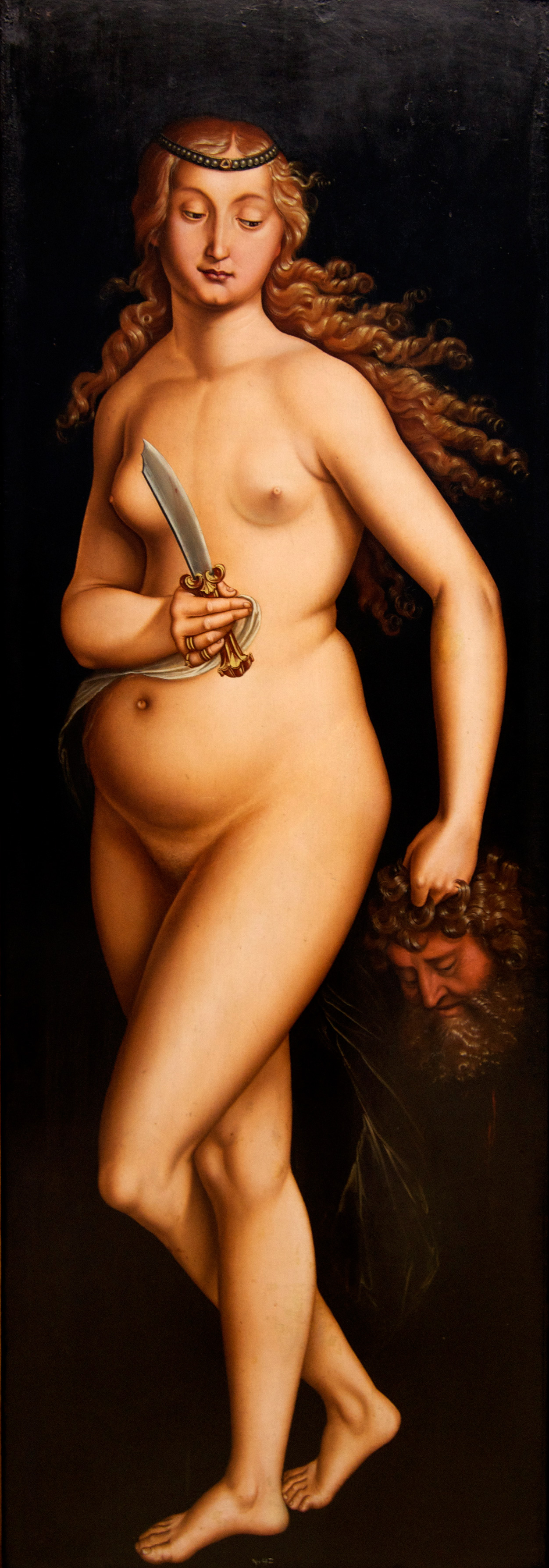
جودیت با سر هولوفرنس، اثر هانس بالدونگ گرین، حدود ۱۵۲۵، موزه ملی آلمانی.
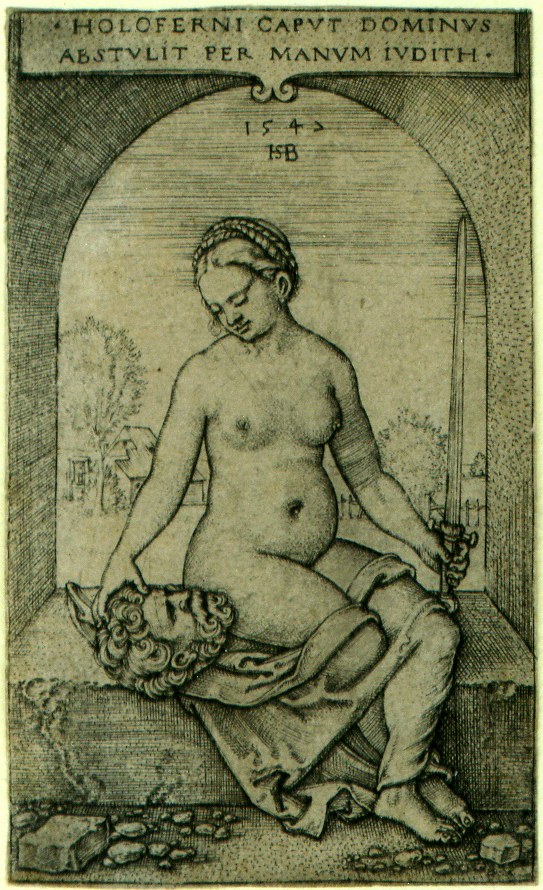
حکاکی سبالد بهام ۱۵۴۷
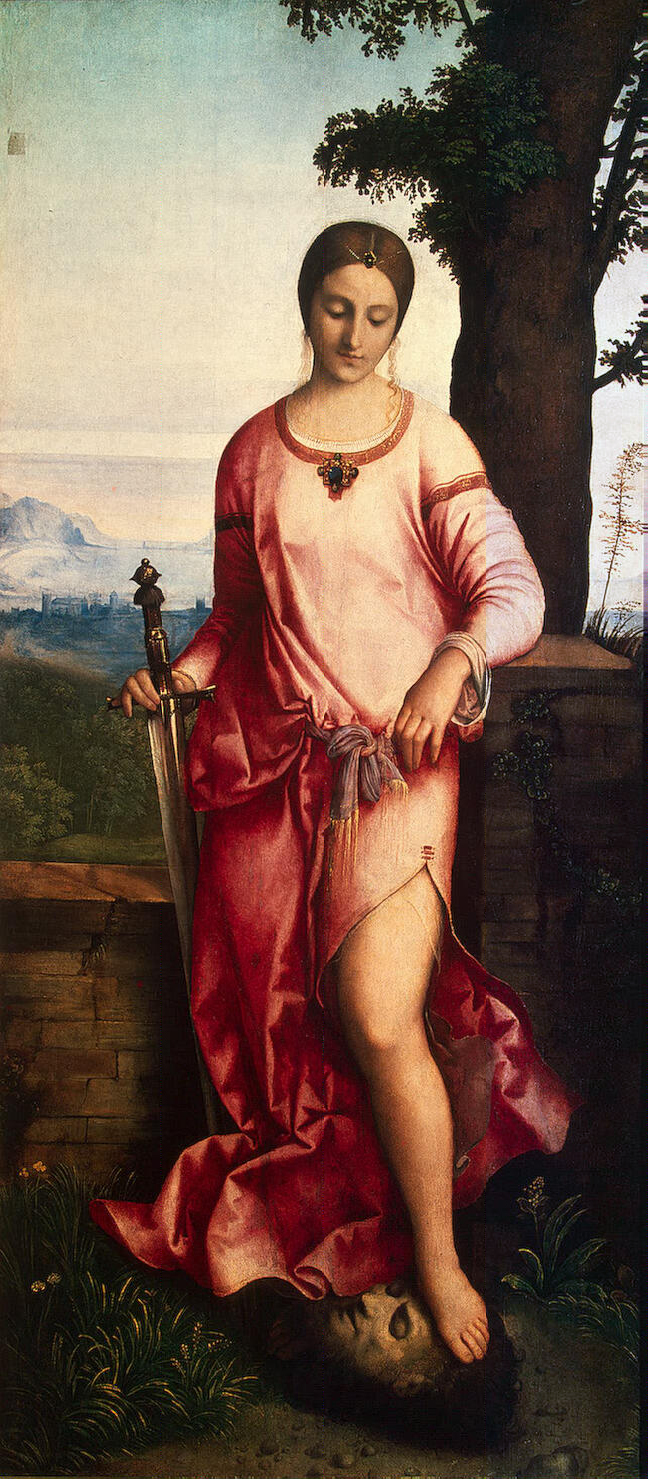
جورجونه، جودیت (حدود ۱۵۰۵)
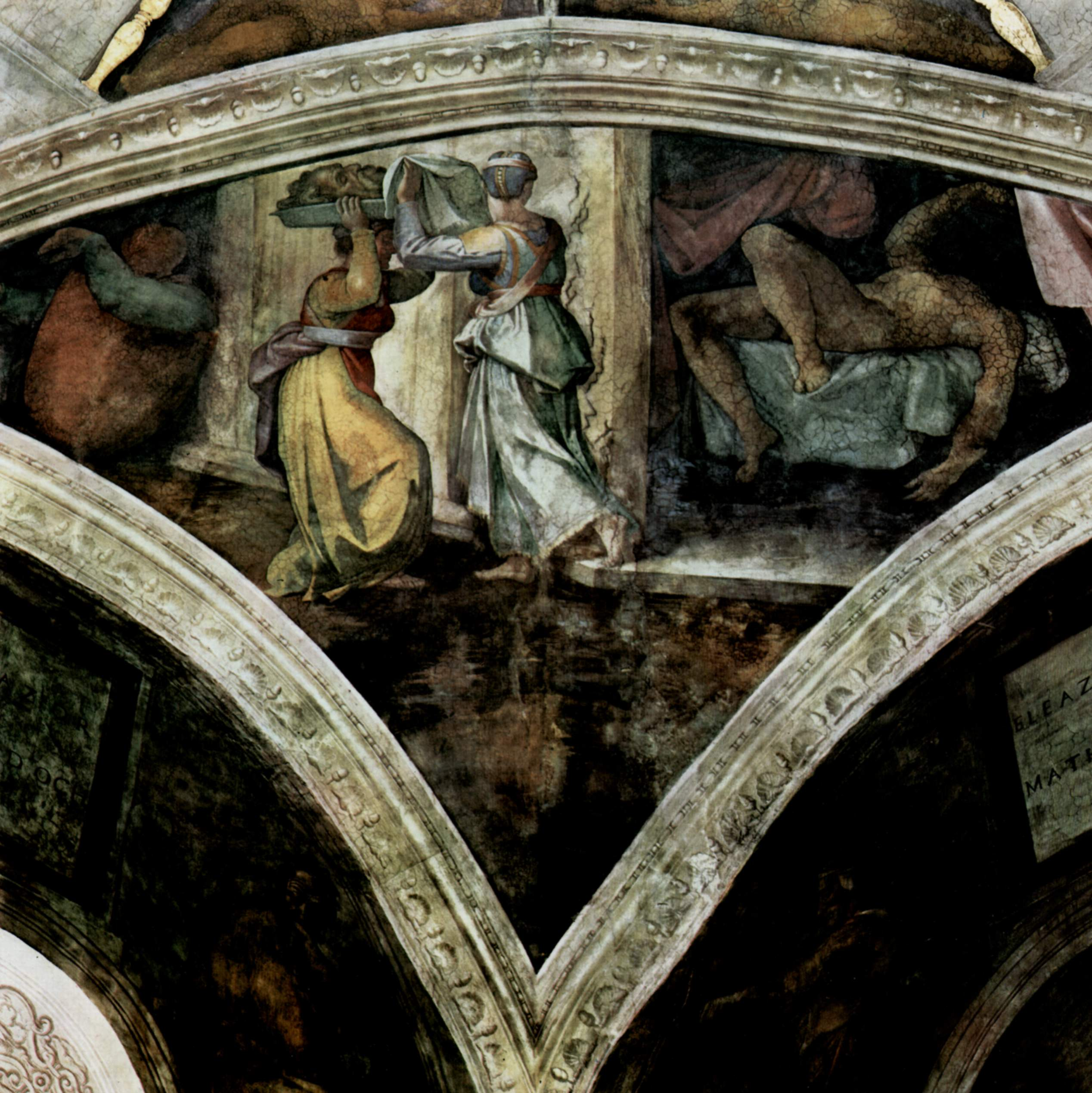
میکل‌آنژ، جودیت در حال بردن سر هولوفرنس، در کلیسای سیستین (۱۵۰۸-۱۵۱۲)
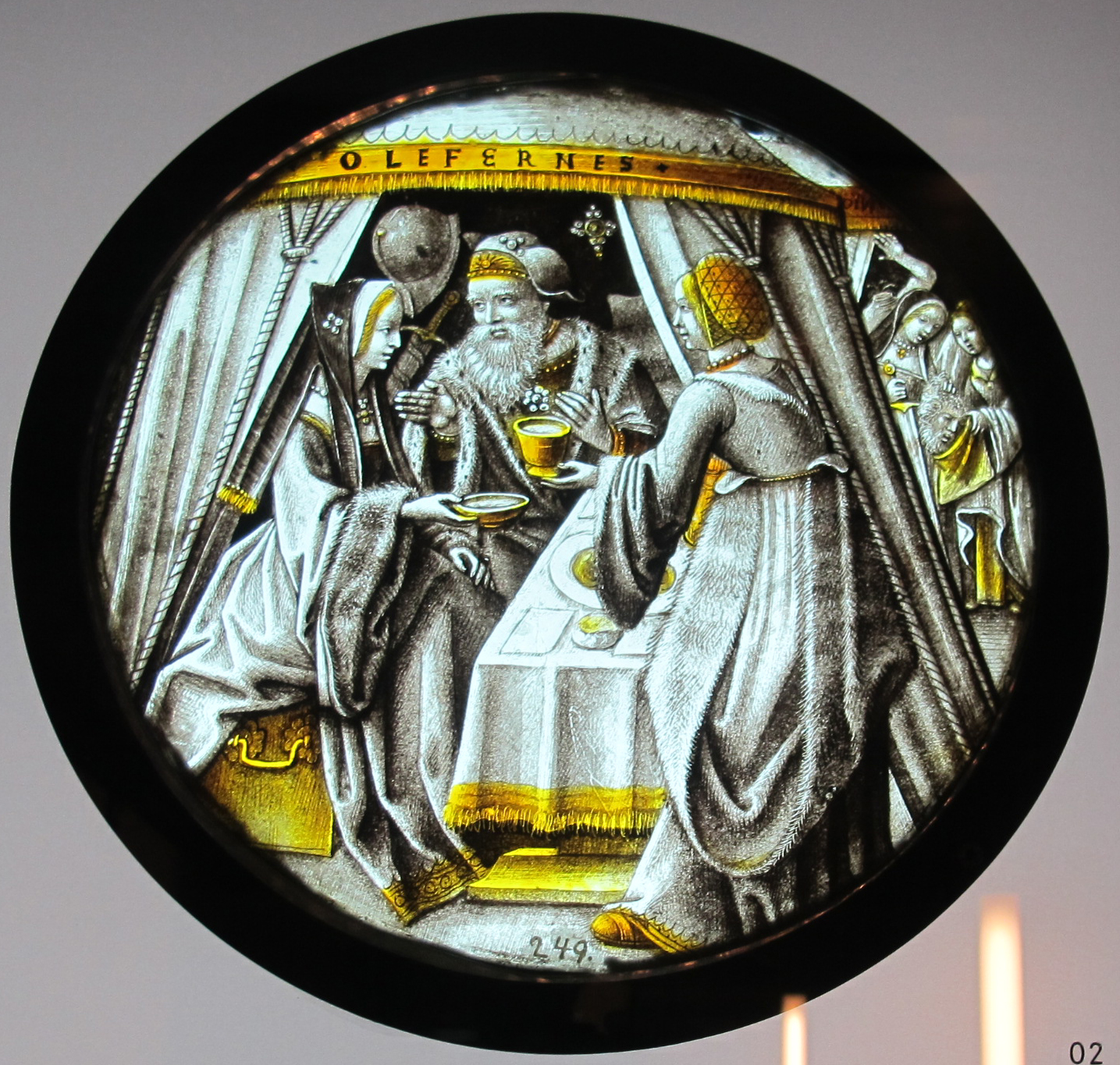
پنجره شیشه ای رنگی، حدود ۱۵۱۰–۱۵۳۰
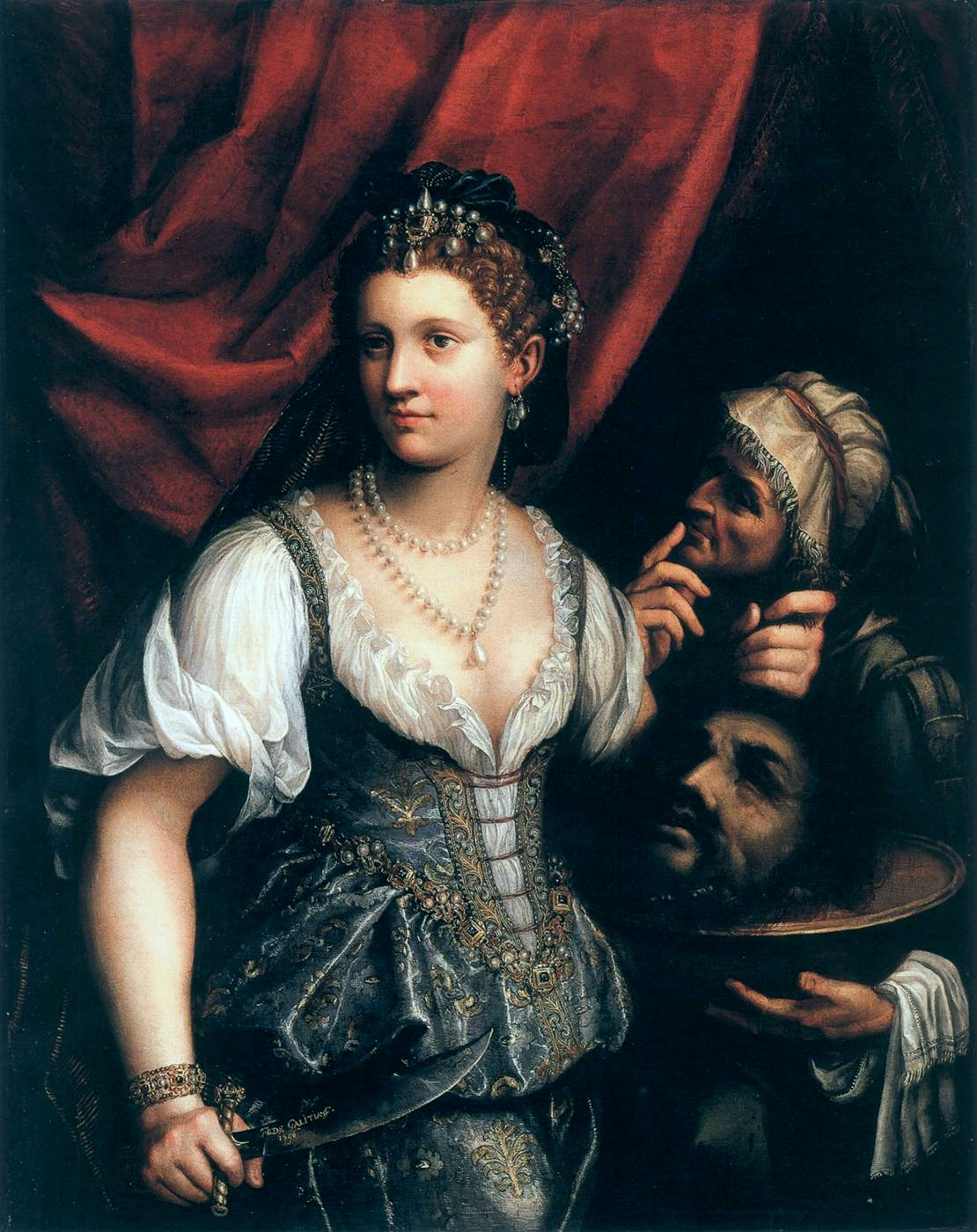
فده گالیزیا، جودیت با سر هولوفرنس، ۱۵۹۶
کاراواجو، جودیت سر بریدن هولوفرنس (حدود ۱۵۹۸–۱۵۹۹)
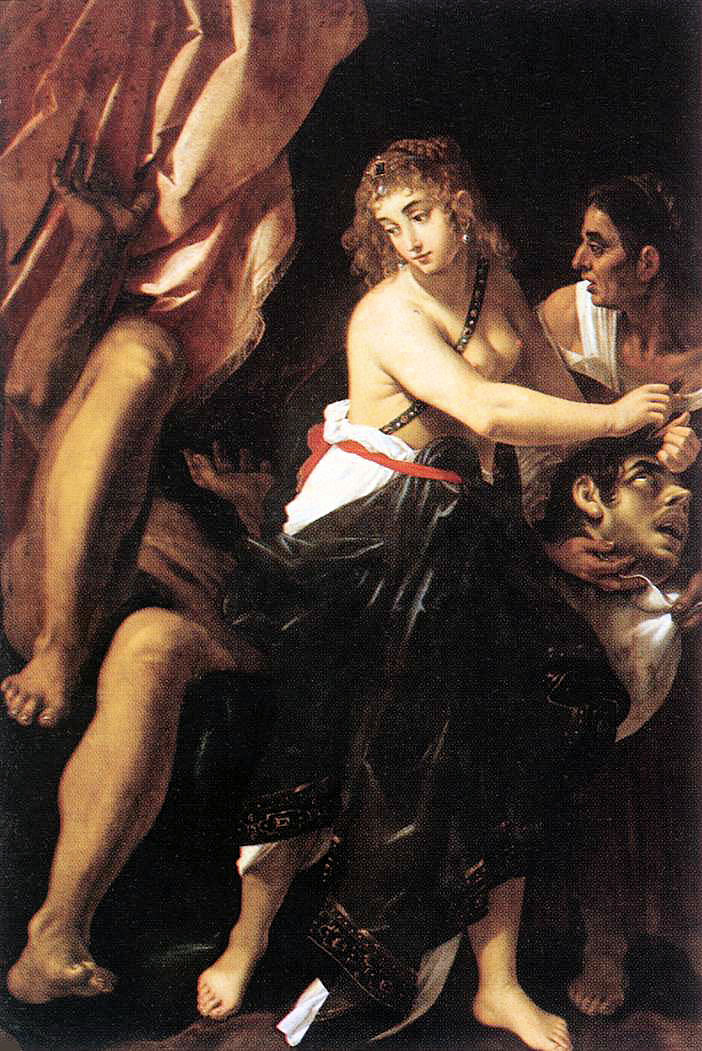
جووانی بالیونه، جودیت و سر هولوفرنس (۱۶۰۸)
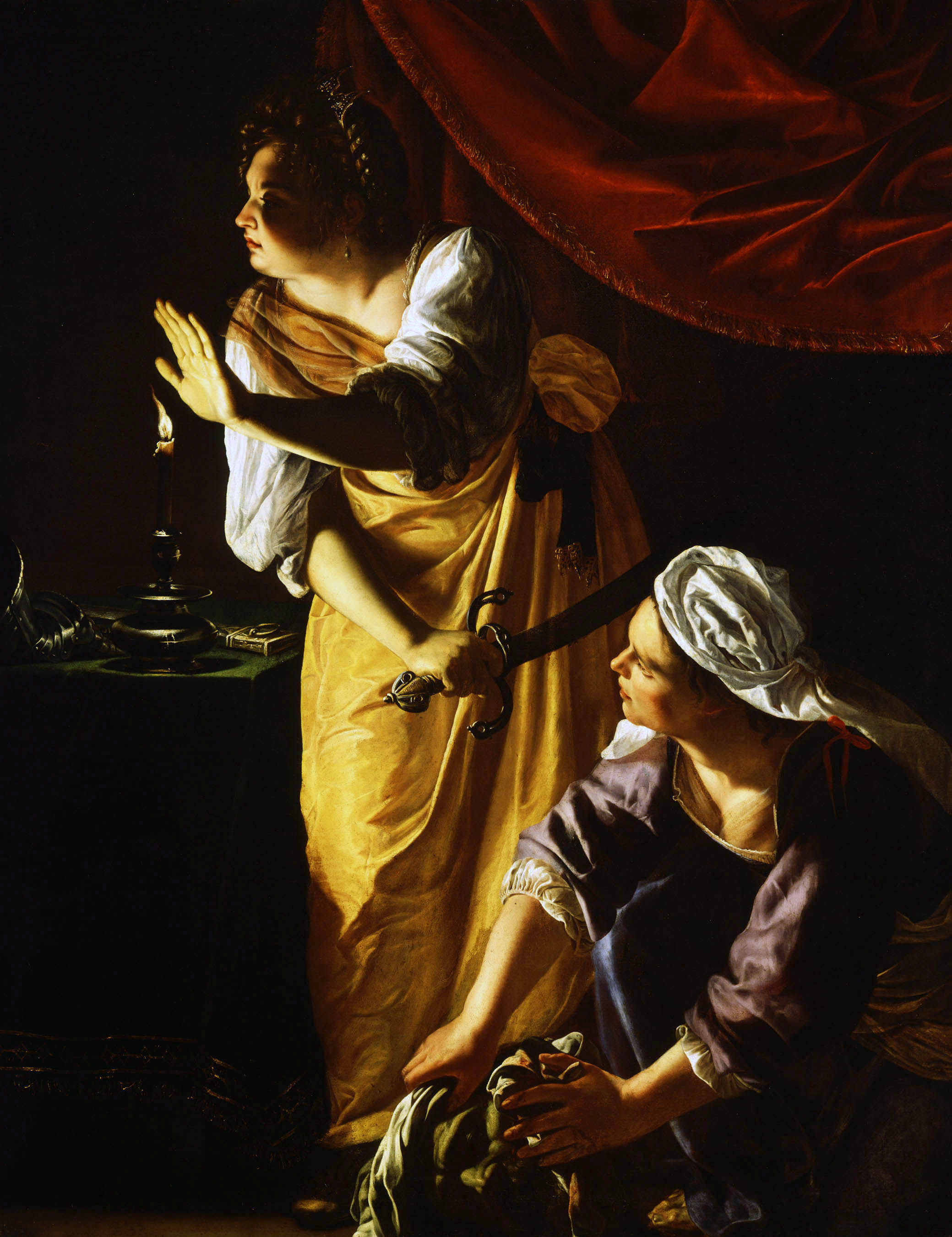
آرتمیزیا جنتیلسکی، جودیت و خدمتکارش با سر هولوفرنس (حدود ۱۶۲۵)
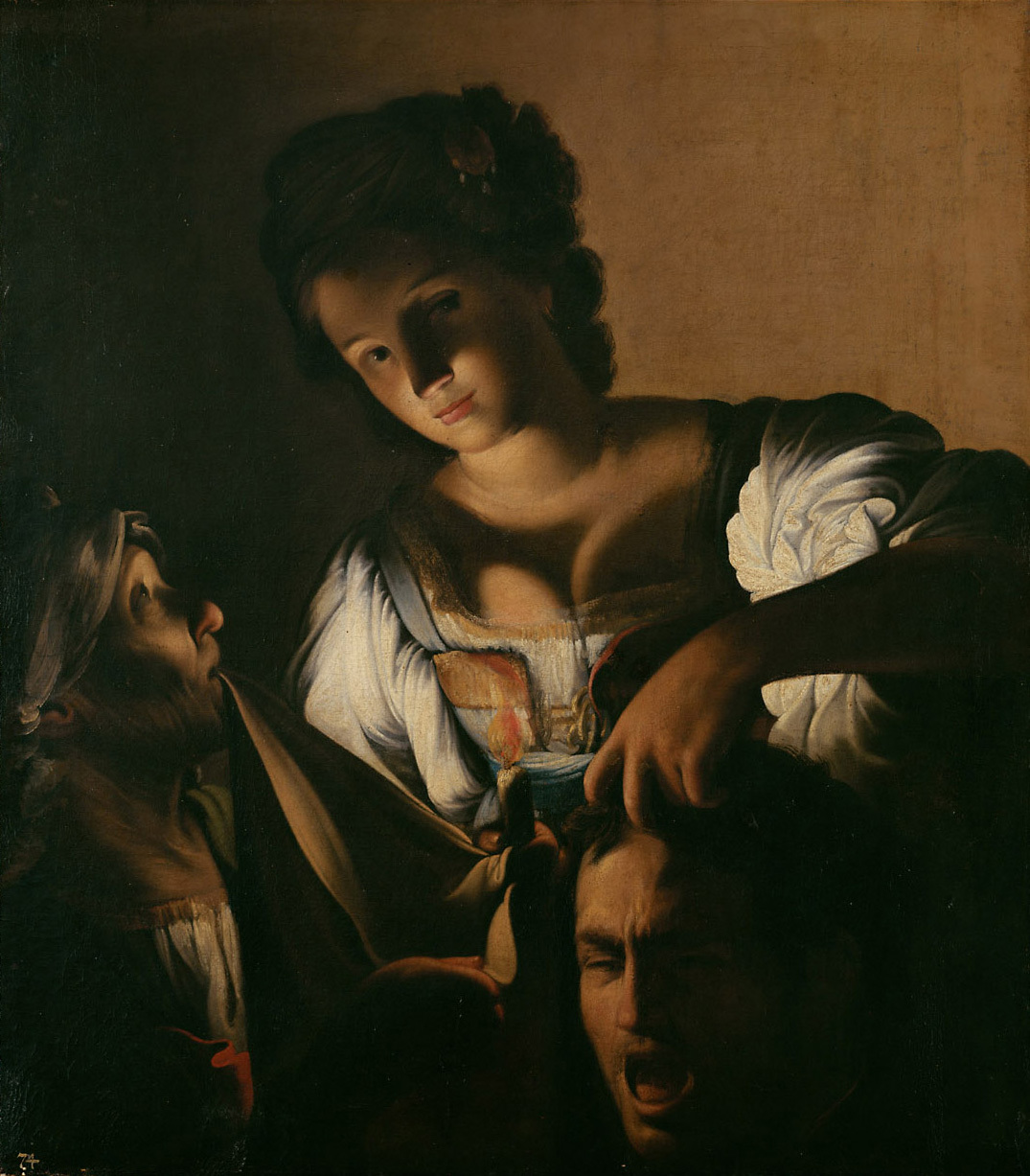
کارلو ساراسنی، جودیت و سر هولوفرنس (حدود ۱۶۱۵)
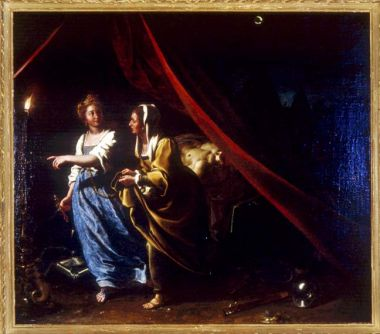
Antiveduto Grammatica, جودیت با سر هولوفرنس  (۱۶۲۰–۱۶۲۵)
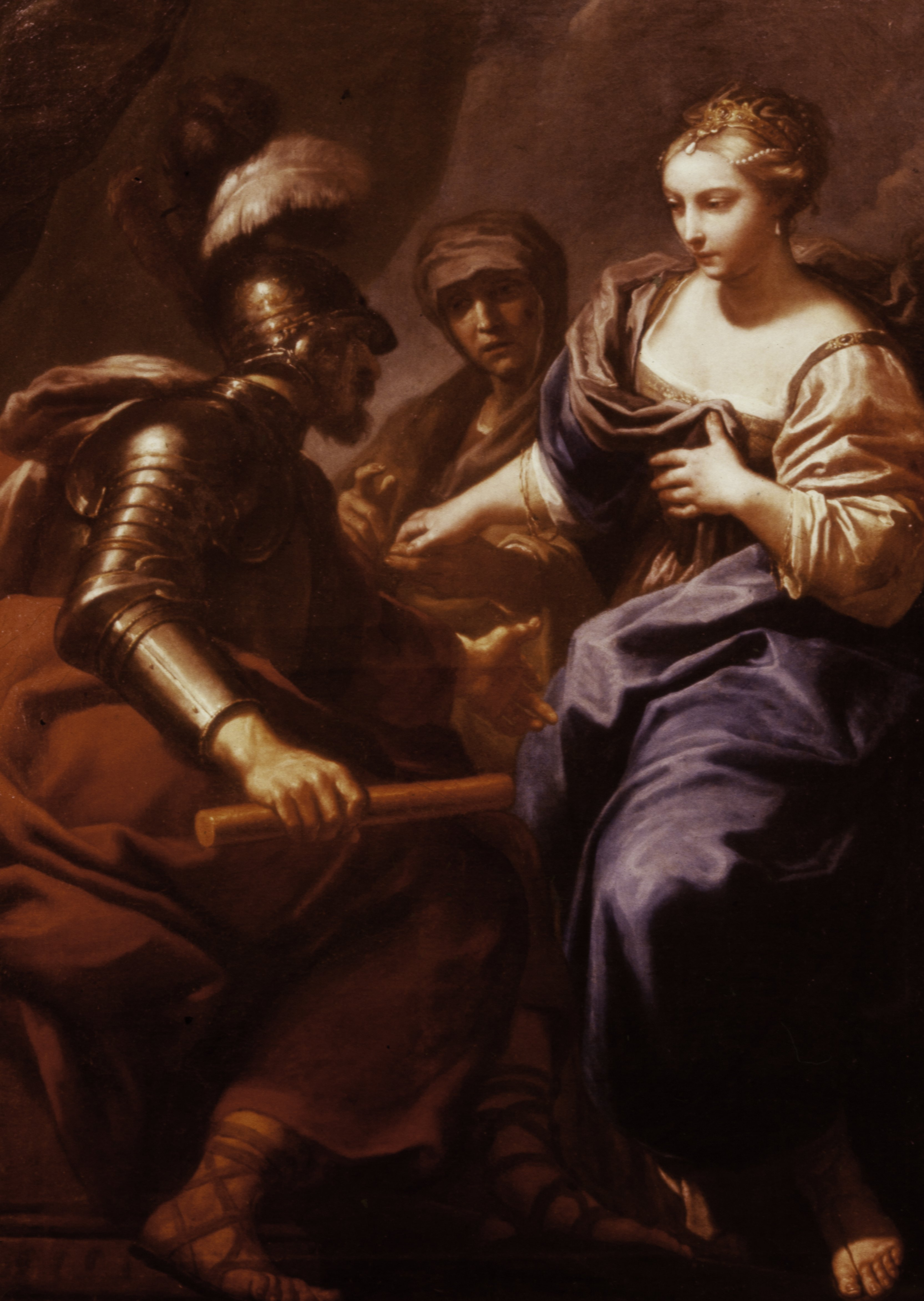
آنتونیو جیونیما، جودیت در حال ارائه خود به هولوفرنس (۱۷۲۰). موسسه هنر مینیاپولیس.
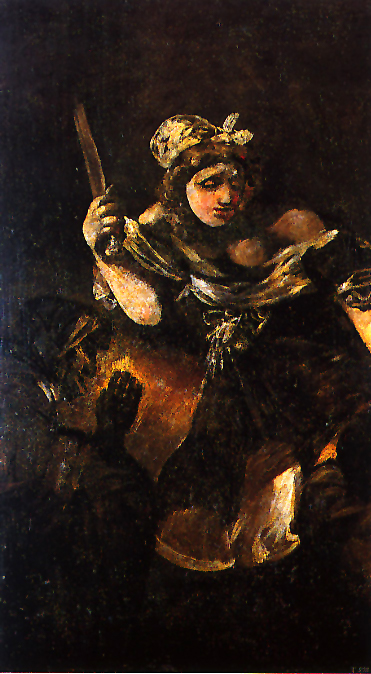
فرانسیسکو گویا، جودیت و هولوفرنس (۱۸۱۹-۲۳)
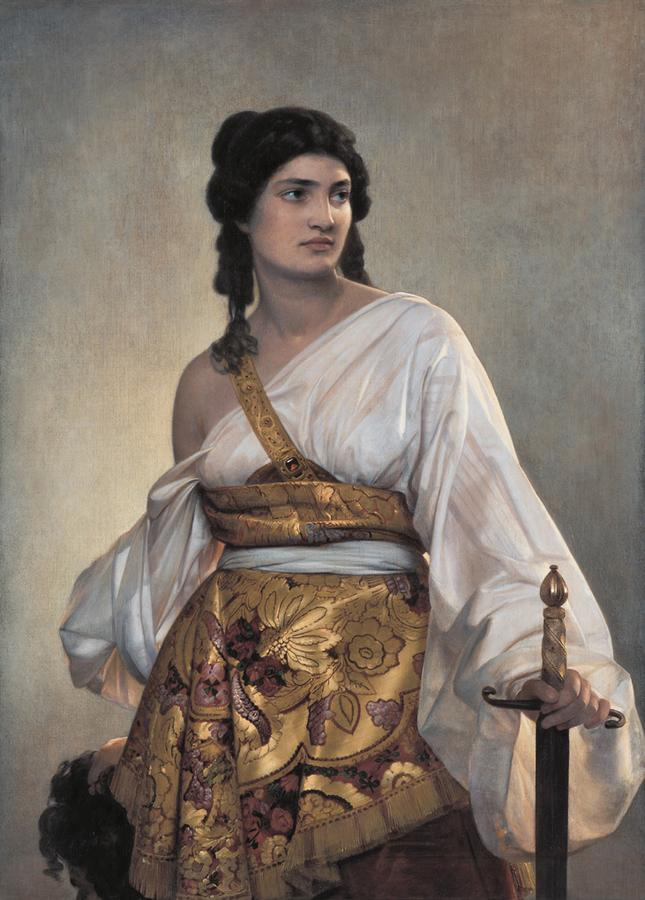
آگوست ریدل، جودیت (۱۸۴۰)
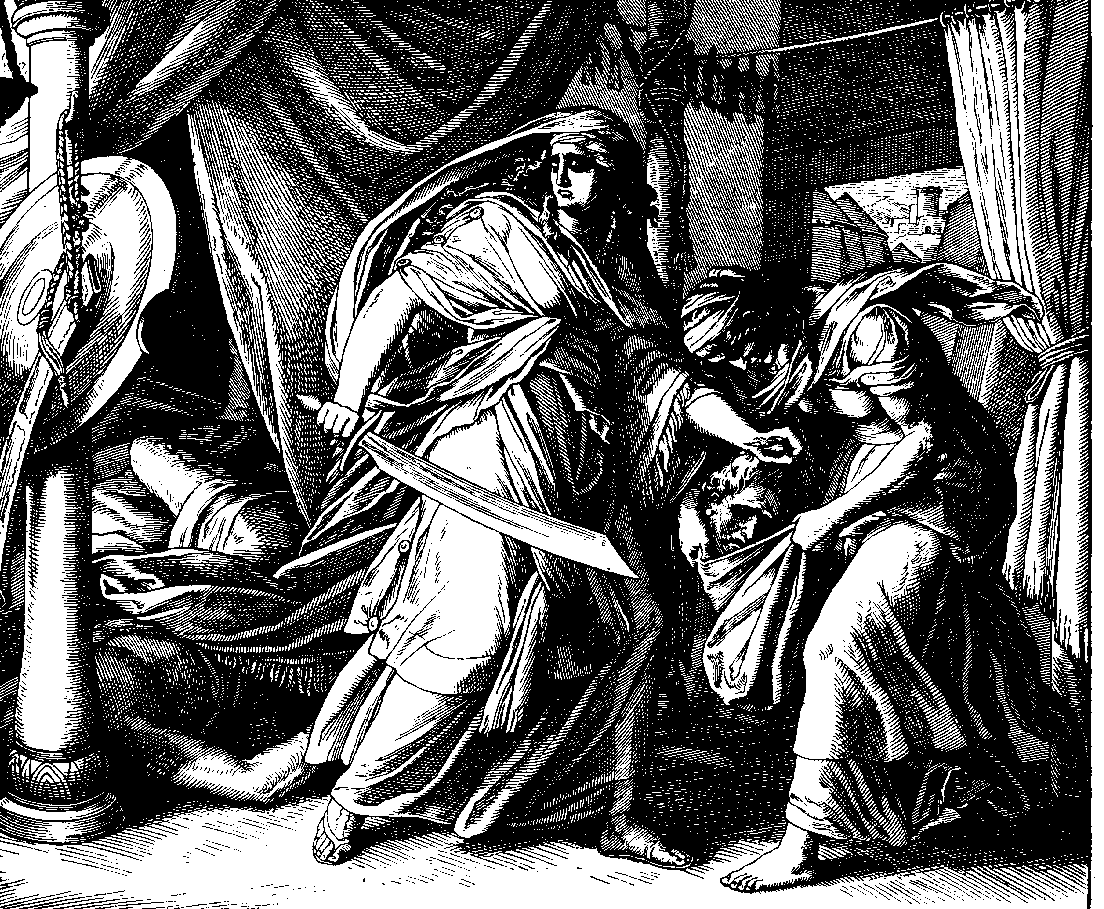
جولیوس شنور فون کارولسفلد (۱۸۶۰)
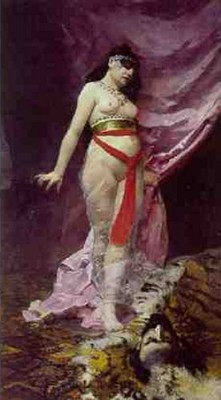
پل آلبرت استک، جودیت (حدود ۱۹۰۰)
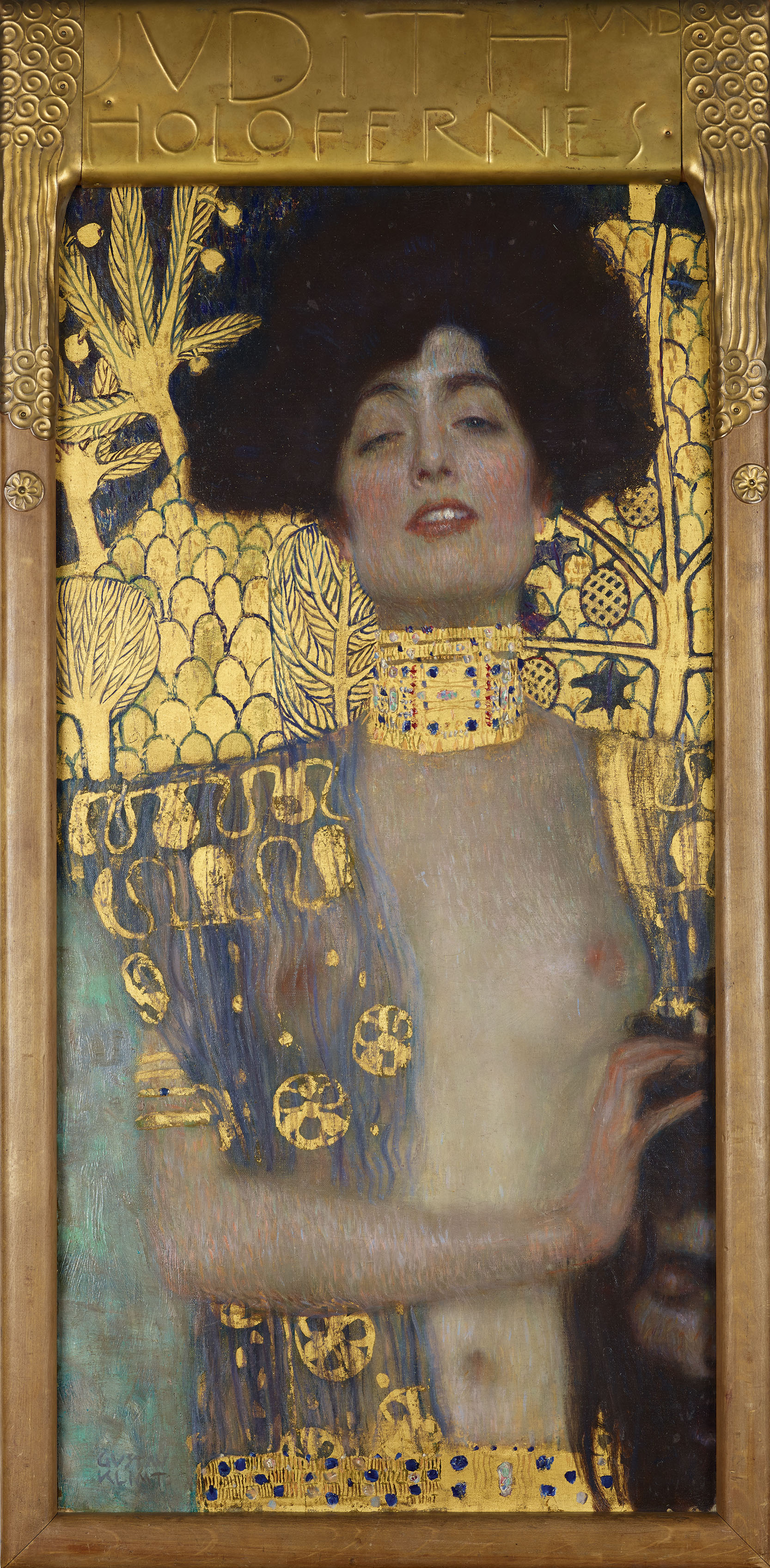
گوستاو کلیمت، جودیت اول (۱۹۰۱)
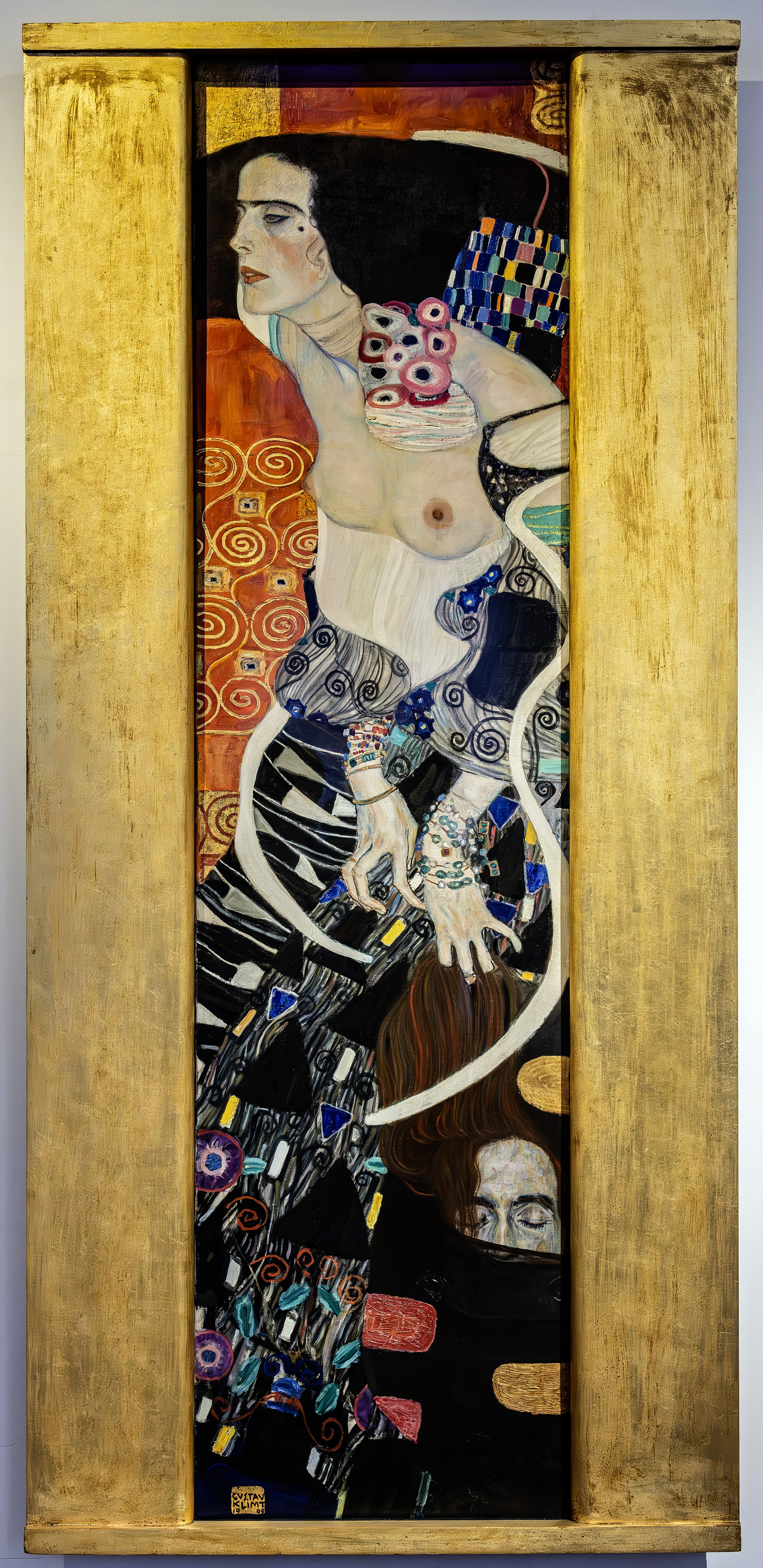
گوستاو کلیمت، جودیت دوم (۱۹۰۹)
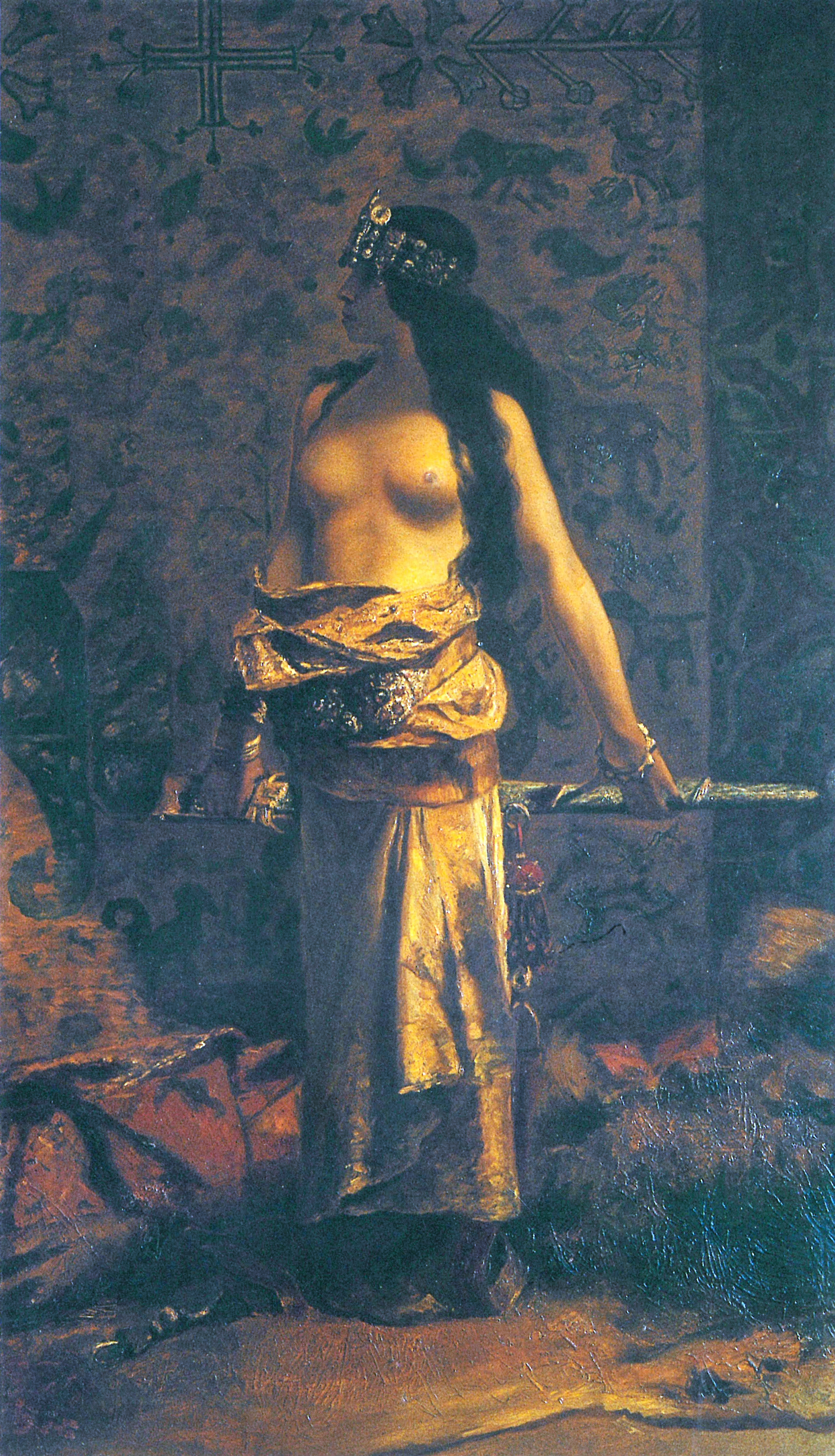
راجا راوی وارما، جودیت
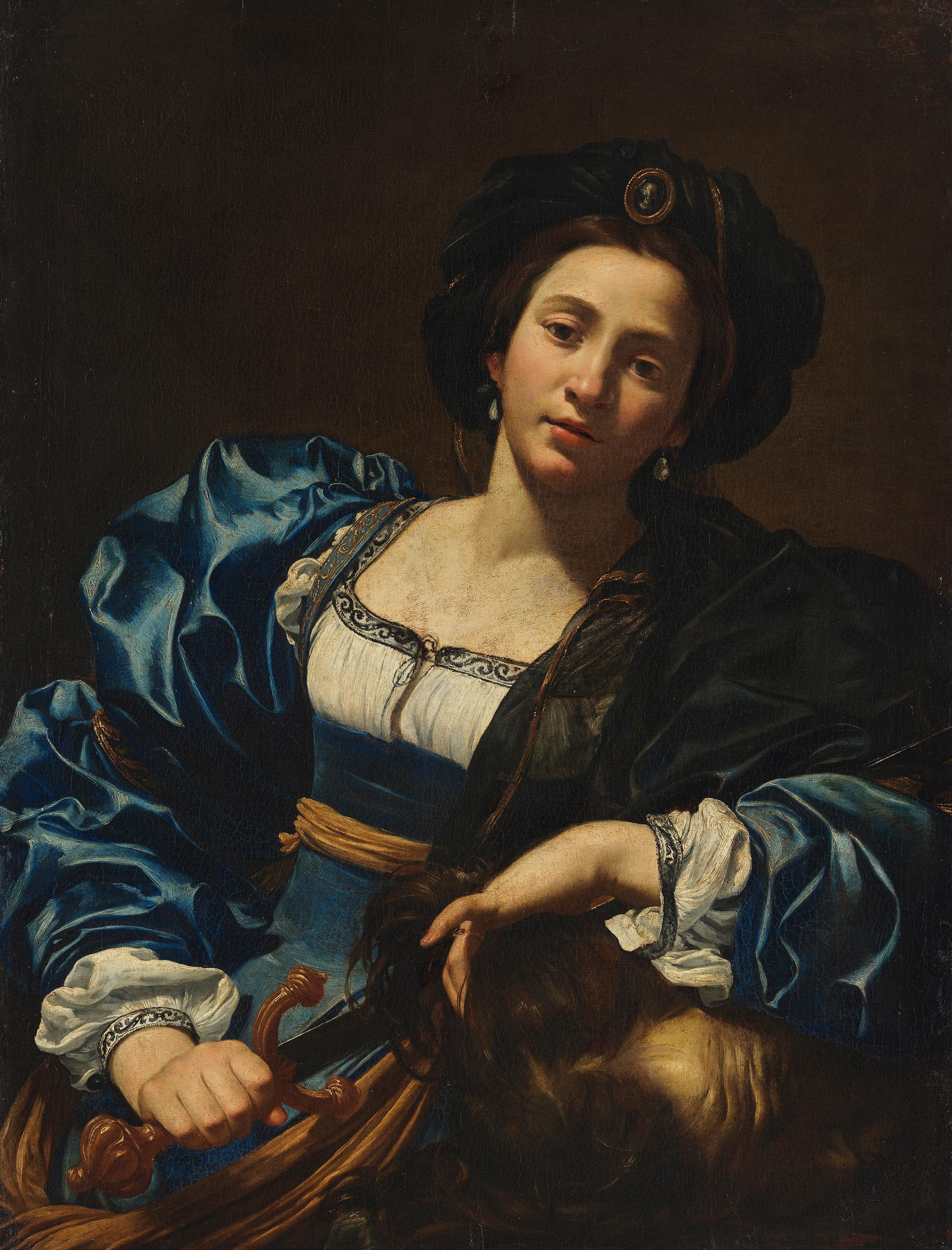
سیمون ووئه،  جودیت با سر هولوفرنس